# Pheronema conicum
Pheronema conicum är en svampdjursart som beskrevs av Claude Lévi 1982. Pheronema conicum ingår i släktet Pheronema och familjen Pheronematidae.
Artens utbredningsområde är havet kring Nya Kaledonien. Inga underarter finns listade i Catalogue of Life.